# 寺田菜々海
寺田 菜々海（てらだ ななみ、1988年10月6日 - ）は、テレビ熊本（TKU）のアナウンサー。

## 人物
鹿児島県熊毛郡屋久島町出身。鹿児島県立屋久島高等学校卒業。鹿児島大学法文学部人文学科でマスコミ論を学び、2011年卒業。同年テレビ熊本入社。血液型B型。
鹿児島大学在籍中に「第4代かごしま親善大使」（任期は2008年11月2日 - 2009年11月1日）を務めていた。特技は日本舞踊（小学1年生から習っていた）。
大学時代の同級生に鹿児島放送アナウンサー（元NHK熊本放送局契約キャスター）の山下智子がいる。
趣味は楽しくお酒を飲むこと、観光名所・歴史施設めぐり。吉本新喜劇のファン。
元TVQ九州放送アナウンサーで、現在フリーアナウンサーの川上政行が代表を務める福岡アナウンススクールにも通っていた（2010年度卒業）。

## 現在の担当番組
- 英太郎のかたらんね
- TKUニュース
- TKU Live News days
- 寛平ちゃんのぶらり旅 熊本がいい～の(2022年8月9日から)

## 過去の担当番組
- 寛平ちゃん・菜々海のぶらり旅 熊本がいい～の（月1回放送、第2子産前産後休業[2]及び放送時間変更[3]に伴い一時番組を離れていたが、2022年8月9日放送分から復帰が決定した。）
- TKUスーパーニュースぴゅあピュア（第1部サブキャスター・第2部お天気キャスター）
- TKUスーパーニュース（第2期平日版お天気キャスター）
- TKU みんなのニュース（お天気キャスター。第1子産休に伴い林田雪菜と交代）
- FNNスピーク（ローカルニュース）